# Ленка (Свентокшиське воєводство)
Ленка (пол. Łęka) — село в Польщі, у гміні Новий Корчин Буського повіту Свентокшиського воєводства.
Населення — 171 особа (2011).
У 1975-1998 роках село належало до Келецького воєводства.

## Демографія
Демографічна структура на день 31 березня 2011 року:
|          | Загалом | Допрацездатний вік | Працездатний вік | Постпрацездатний вік |
| -------- | ------- | ------------------ | ---------------- | -------------------- |
| Чоловіки | 92      | 16                 | 56               | 20                   |
| Жінки    | 79      | 9                  | 40               | 30                   |
| Разом    | 171     | 25                 | 96               | 50                   |